# フォルノスト
フォルノスト（Fornost）は、J・R・R・トールキンの小説『指輪物語』に出てくる架空の都市の名前。シンダール語で「北の砦」の意。

北連丘の南端に位置し、元々は北方王国アルノールの砦として建設された城市である。アルノールが三国に分裂したのちはアルセダイン王国領に属し、のち当王国の首都となる。「北の王都」を意味する「フォルノスト・エライン」とも呼ばれる。

フォルノストはしばしばアングマール王国によって攻撃され、第三紀1974年に遂に陥落する。街は南方王国ゴンドールからの援軍によって奪還されたものの、戦禍により廃墟となった当地はこれ以降「死者の丘」と呼ばれ恐れられる場所となった。